# ПАЗ
„ПАЗ“ (от рус. Павловский автобусный завод) e компания, производител на автобуси, разположена в гр. Павлово, Нижни Новгород, Русия.

## История
Историята се свързва още с далечната 1930 година, след построяването на автомобилния завод на Горки. Създава се предприятие за производство на автомобилни инструменти. На 5 август 1952 г. от конвейера слиза първия ПАЗ-651. Автобусът изплозва шаси на друг руски производител ГАЗ. Автобусът става един от най-популярните в СЪветския съюз. През 1967 година е представен туристически автобус ПАЗ-665 „Турист“.
- ПАЗ 3120
- ПАЗ 3204
- ПАЗ 3205
- ПАЗ 3206
- ПАЗ 3237
- ПАЗ 4230
- ПАЗ 672
- ПАЗ 651